# Hà Bắc (xã)
Hà Bắc là một xã thuộc huyện Hà Trung, tỉnh Thanh Hóa, Việt Nam.